# Natasha Solomons

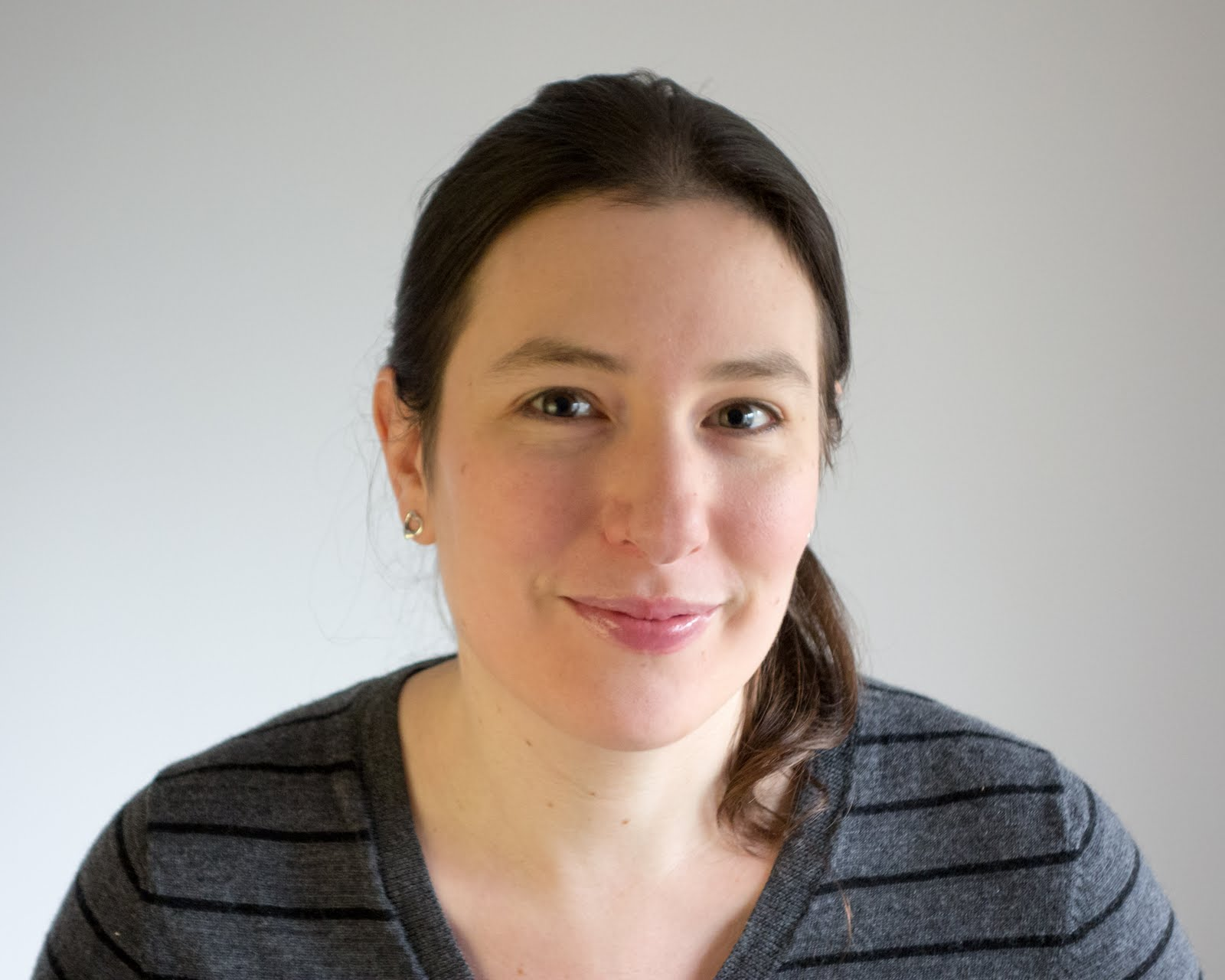
Natasha Solomons

Natasha Solomons (* 1980 in South-London) ist eine britische Autorin, die in Dorset lebt.
Solomons Großeltern Paul und Margot Schwarzschild („Schwartzshield“) erhielten nach ihrer Flucht aus Berlin bei ihrer Einwanderung 1936 in Harwich einen Handzettel „While You Are in England. Helpful Information and Guidance for Every Refugee“.
Ihren ersten Roman über die Integration jüdischer Flüchtlinge in die englische Gesellschaft hat Solomons ihrem Großvater P. E. Shields OBE (1910–2000) gewidmet, dem es gelang, sich in Großbritannien zu integrieren.
Solomons’ Erstwerk wurde 2010 nominiert für den Galaxy Book Award ‚New Writer of the Year‘. Gemeinsam mit ihrem Mann arbeitet sie an einem Drehbuch für ihren Roman. Sie promoviert über Lyrik des 18. Jahrhunderts.

## Werke
- Wie Mr. Rosenblum in England sein Glück fand. Roman. Deutsch von Martin Ruben Becker. Kindler, Reinbek bei Hamburg 2010, ISBN 978-3-463-40578-0 (englische Ausgabe: Mr Rosenblum’s List, or, Friendly Guidance for the Aspiring Englishman. Sceptre, London 2010, ISBN 978-0-340-99565-5; amerikanische Ausgabe: Mr. Rosenblum dreams in English. Little, Brown and Co., New York NY 2010, ISBN 978-0-316-07758-3).
- Christian Brückner liest Natasha Solomons, Wie Mr. Rosenblum in England sein Glück fand. Gekürzte Lesung. Übersetzung: Martin Ruben Becker. Textkürzung: Joachim Hoell. Regie: Waltraut Brückner. Parlando, Berlin 2010, ISBN 978-3-941004-18-4.
- Hörbuch Englisch bei worldcat ISBN 978-1-615731-11-4.
- Als die Liebe zu Elise kam. Roman. Deutsch von Martin Ruben Becker. rororo, Hamburg 2013, ISBN 978-3-499-25376-8 (englische Ausgabe: The House at Tyneford. G.P. Putnam’s Sons, London 2011, ISBN 978-0-45229-764-7).
- Die Galerie der verschwundenen Ehemänner. Roman. Deutsch von Martin Ruben Becker. Kindler, Hamburg 2014, ISBN 978-3-463-40650-3 (englische Ausgabe: The Gallery of Vanished Husbands. G.P. Putnam’s Sons, London 2013, ISBN 978-1-10162-960-4).
- Ein letztes Lied für dich. Roman. Deutsch von Martin Ruben Becker. Rowohlt Polaris, Hamburg 2016, ISBN 978-3-499-29024-4 (englische Ausgabe: The Song of Hartgrove Hall. G.P. Putnam’s Sons, London 2015, ISBN 978-0-14751-759-3).
- Das goldene Palais. Roman. Deutsch von Martin Ruben Becker. Kindler, Hamburg 2019, ISBN 978-3-463-40701-2 (englische Ausgabe: House of Gold. Hutchinson, London 2018, ISBN 978-1-78633-009-3).